# Омаров, Омаркади Абдурахмангаджиевич
Омаркади Абдурахмангаджиевич Омаров (1 января 1936, с. Дубримахи, Акушинский район, Дагестанская АССР, РСФСР, СССР — 19 декабря 2002, Махачкала, Россия) — советский и российский борец вольного стиля и тренер. Первый мастер спорта в Акушинском районе, двукратный чемпион мира среди ветеранов. Почётный гражданин города Махачкалы.

## Спортивные достижения
- Семикратный чемпион Дагестана по вольной борьбе.
- Двукратный чемпион РСФСР по вольной борьбе.
- Двукратный чемпион Мира по вольной борьбе среди ветеранов.
- Заслуженный мастер спорта СССР по вольной борьбе.
- Мастер спорта по самбо.

## Убийство
19 декабря 2002 года Омаркади Омарову с зятем Аюбханом Кафлановым подъезжали к дому на улице Гайдара в Махачкале и им дорогу перекрыла автомашина. Люди, которые в ней находились, расстреляли автомобиль, Омаров и Кафланов погибли.

## Память

### Учреждения
Спорткомплекс в Акушинском районе с 2014 года носит имя Омаркади Омарова.
В 2016 году в Акушинском районе на постоянной основе была открыта фотовыставка памяти Омаркади Омарова.

### Турниры
В память об Омаркади Омарове, в Акушинском районе проводится ежегодный турнир его имени.

## Известные воспитанники
- Сираждин Эльдаров — бронзовый призёр чемпионата СССР 1977 года[5].